# Micro Maniacs
 (juin 2016).
Si vous disposez d'ouvrages ou d'articles de référence ou si vous connaissez des sites web de qualité traitant du thème abordé ici, merci de compléter l'article en donnant les références utiles à sa vérifiabilité et en les liant à la section « Notes et références ».
Micro Maniacs est un jeu vidéo de course développé et édité par Codemasters en 2000 sur PlayStation. Il a ensuite été porté sur Game Boy Color.
Le joueur incarne de minuscules personnages s'affrontant dans une course mouvementée au milieu de décors quotidiens gigantesques.

## Histoire
Alors que le monde tel que nous le connaissons est au bord de la crise, la pénurie de pétrole et de nourriture fait rage. Le chaos économique pointe à l'horizon, et la guerre avec lui. Le Dr Minimizer pense tenir la solution à ce problème. Il veut minimiser la population de la terre et la réduire a un 360e de sa taille normale, créant ainsi un monde d'abondance pour tous. Il a donc fait appel à 8 individus spéciaux, qu'il a génétiquement modifié pour en faire des "supers soldats" afin qu'il puisse coloniser et cultiver la terre pour les futurs arrivants.

## Système de jeu
Les courses se déroulent donc dans des environnements courants (cuisine, chambre, baignoire...) mais du point de vue d'une fourmi. Les 8 participants s'élancent donc sur un tracé prédéfini en essayant d'arriver premier. De nombreux obstacles se dressent pourtant sur leur route. Cela peut être aussi bien un tache de colle qui retient qu'un vinyle qui fait glisser. En plus de cela, chaque participant dispose d'une attaque et d'une défense spécifique (son, feu, arme, bouclier...) possédant chacune 4 niveaux d'intensité. Pour passer d'un niveau à l'autre, il faut récupérer un Power Up sur la piste.
Plusieurs modes sont au programme, Versus, Contre la montre, Challenge et un mode de jeu en équipes. On peut jouer jusqu'à 4 sur la même console, et à 8 si deux consoles sont reliées.